# كلارنس بارتون
كلارنس بارتون (بالإنجليزية: Clarence Barton)‏ هو سياسي بريطاني (وحمل سابقاً جنسية المملكة المتحدة لبريطانيا العظمى وأيرلندا)، ولد في 21 يونيو 1892، وتوفي في 15 سبتمبر 1957. حزبياً، نشط في حزب العمال. في الانتخابات العامة في المملكة المتحدة 1945 ‏، انتخب عضو برلمان المملكة المتحدة الـ38 عن دائرة Wembley South (UK Parliament constituency) ‏ (5 يوليو 1945 – 3 فبراير 1950).